# The Elder Scrolls V: Skyrim — Dragonborn
The Elder Scrolls V: Dragonborn — дополнение к игре The Elder Scrolls V: Skyrim, разработанное американской студией Bethesda Game Studios и выпущенное Bethesda Softworks для Xbox 360, Windows и PlayStation 3 в 2012-2013 годах. Dragonborn добавляет в игру новый регион – остров Солстхейм, лежащий в море рядом с провинцией Морровинд. В ходе дополнения герой Драконорождённый должен исследовать остров и бросить вызов антагонисту по имени Мирак, тоже Драконорождённому; сюжет дополнения также приводит героя в Апокриф — потустороннее царство принца Хермеуса Моры. Тот же самый остров Солстхейм ранее был местом действия Bloodmoon (2003), дополнения к более старой игре The Elder Scrolls III: Morrowind. Дополнение получило в целом положительные отзывы прессы; критики особенно высоко оценивали необычные и запоминающиеся локации и «ностальгические» отсылки к Morrowind, но критиковали геймплей дополнения, особенно разрекламированную возможность летать верхом на драконах, которая оказалась ограниченной и неудобной.

## Геймплей
Действие дополнения происходит на острове Солстхейм. Этот остров уже был местом действия Bloodmoon, дополнения 2003 года к более старой игре The Elder Scrolls III: Morrowind, но ко временам Dragonborn заметно изменился: его южная часть после извержения вулкана сильно напоминает места действия Morrowind с характерной флорой и фауной — например, огромными грибами или похожими на медуз летающими «нетчами». В то же время гористый север с хвойными лесами и ледниками больше похож на материковый Скайрим. В Солстсхейме только один настоящий город — прибрежная Воронья Скала; восточнее находится Тель-Митрин, поселение магов из дома Телванни. В других частях острова есть поселения народа скалов. Солтсхейм представляет собой новую область мира с новыми заданиями, подземельями, курганами и руинами, которые можно исследовать. Он сравним по размерам с самыми крупными регионами Скайрима, и внимательное исследование острова может занять до двадцати часов.
В дополнении можно выучить крик-умение «Подчинение воли», позволяющее, помимо прочего, подчинять себе драконов и летать на них. Игрок не может свободно управлять драконом в полёте — лишь отдавать простейшие приказы: взлетать, приземлиться, атаковать того или иного противника. Для перелёта в другую часть мира нужно отметить цель путешествия на карте; дракон движется к выбранной точке автоматически. Игрок может использовать то же самое «Подчинение воли» и на других противниках — под действием этого крика они временно перейдут на сторону игрока. Другой ценный крик — «Воплощение дракона»: это умение временно защищает персонажа магической бронёй и увеличивает урон от оружия. Алтарь для зачарования посохов позволяет создавать посохи с разными магическими свойствами. В дополнении появляются новые виды доспехов — хитиновые, костяные и сталгримовые, новые материалы для создания оружия и брони и другие добавления.

## Сюжет
В начале дополнения на игрового персонажа Довакина (Драконорождённого) в случайном месте Скайрима должны напасть убийцы-культисты с Солстхейма, поклоняющиеся некоему Мираку. Чтобы попасть в Солстсхейм из Скайрима, герой должен сесть на корабль, стоящий в гавани города Виндхельм. В Вороньей Скале жители подвержены проклятию — по ночам они, не помня себя, строят рядом с городом таинственное святилище, и такие же святилища, связанные с Мираком, возводятся по всему острову.
Довакин встречает девушку-скаала Фрею, которая пытается выяснить причину одержимости жителей острова. В храме Мирака Довакин обнаруживает «Чёрную книгу», которая переносит его в Апокриф — потустороннее измерение, где правит даэдрический принц знаний Хермеус Мора. Там он сталкивается и с самим Мираком, тоже Драконорождённым. После возвращения в храм Фрея просит Довакина рассказать о случившемся её отцу, шаману Сторну. Выясняется, что Мирак — первый смертный Драконорождённый, который в древние времена был побеждён и попал в Апокриф. Он начал служить Хермеусу Море, который научил его «Подчинению воли» — волшебному крику, действующему даже на драконов. Мирак хочет вернуться в мир живых — для этого он использует «камни Всесоздателя», особые менгиры: вокруг них порабощённые Мираком жители острова и строят святилища. Довакин очищает камни и возвращается в Апокриф, чтобы уничтожить Мирака. Чтобы стать сильнее, антагонист убивает троих служащих ему драконов и поглощает их души. Довакин побеждает Мирака – антагонист пытается бежать с поля боя, но Хермеус Мора убивает его за трусость. В дополнении есть и дополнительные сюжетные линии — одна из них связана с расследованием заговора против семейства тёмных эльфов, управляющих островом.

## Разработка и выпуск
После выхода Skyrim в ноябре 2011 года Bethesda в течение полутора лет занималась разработкой дополнений для игры. Руководитель Bethesda Тодд Говард с самого начала заявлял в интервью Wired, что эти дополнения должны быть редкими, но «существенными» по объему и содержанию — точно так же, как это было с дополнениями к Fallout 3. Идея реализовать в игре полёты на драконах сотрудники Bethesda придумали в рамках внутреннего геймджема, который студия провела спустя неделю после выхода Skyrim. На этом мероприятии было выдвинуто множество идей, как, например, возможность строить свои дома или сражаться верхом на лошади — многие из них действительно были внесены в игру в следующих дополнениях. Говард публично рассказывал об этом геймджеме на своём выступлении на конференции DICE в феврале 2012 года, так что возможность летать на драконах была широко ожидаемой.
15 мая 2012 года Bethesda Softworks подала заявку на регистрацию товарного знака Dragonborn. В ноябре 2012 года игроки обнаружили в файлах очередного дополнения для ПК-версии Skyrim упоминание Dragonborn, некоторых локаций из Morrowind и пока что неиспользуемые анимации для полётов на драконах —  по-видимому, эти файлы предназначалось для грядущего дополнения. Собственно дополнение Dragonborn было анонсировано 5 ноября 2012 года; на этот момент его предполагалось выпустить только для одной платформы — Xbox 360, а для ПК и PlayStation 3 оно должно было выйти позже.
Как и предыдущие дополнения, согласно договору с Microsoft, Dragonborn стало доступно игрокам на Xbox 360 раньше других версий — 4 декабря 2012 года. Договор с Microsoft предполагал только 30 дней «эксклюзивности», но выход версий для персональных компьютеров и PlayStation 3 затянулся на более долгое время из-за технических сложностей. Версия для PC стала доступна 5 февраля, версия для PlayStation 3 — 12 февраля 2013 года. Портирование Dragonborn и других дополнений на PlayStation 3 оказалось особенно сложным; Bethesda сотрудничала с японской компанией Sony, чтобы преодолеть эти трудности. Dragonborn стало третьим и последним крупным дополнением к Skyrim: в апреле 2013 года студия объявила, что переходит к разработке другой игры и отныне будет выпускать для Skyrim лишь мелкие исправления. На русском языке дополнение было официально выпущено лишь 5 апреля 2013 года.

## Прием
| Сводный рейтинг       | Сводный рейтинг                        |
| Агрегатор             | Оценка                                 |
| --------------------- | -------------------------------------- |
| GameRankings          | 82,54 %                                |
| Metacritic            | 83/100 (PC) 82/100 (X360) 82/100 (PS3) |
| «Критиканство»        | 83/100                                 |
| Иноязычные издания    |                                        |
| Издание               | Оценка                                 |
| Destructoid           | 8,5/10                                 |
| Eurogamer             | 9/10                                   |
| Game Informer         | 8,5/10                                 |
| GameTrailers          | 8,5/10                                 |
| IGN                   | 8,8/10                                 |
| PC Gamer (US)         | 88/100                                 |
| VentureBeat           | 80/100                                 |
| Русскоязычные издания |                                        |
| Издание               | Оценка                                 |
| 3DNews                | 9/10                                   |
| Absolute Games        | 75 %                                   |
| «Игромания»           | 8,5/10                                 |

По данным агрегатора рецензий Metacritic, дополнение получило «преимущественно положительные» отзывы прессы.
Обозреватель Eurogamer Дэн Уайтхед посчитал дополнение намного более сильным, чем «лишённые огонька» Dawnguard и Hearthfire — оно вернуло ему интерес и страсть к исследованию мира, заставив заново влюбиться в Skyrim. Крис Картер из Destructoid признавался, что он большой поклонник Morrowind — он полюбил дополнение уже хотя бы за одну ностальгическую возможность ещё раз вернуться в этот «мир чудес» и особо отмечал, как удачно Dragonborn соединяет новую мифологию The Elder Scrolls со старой. Он критиковал «рельсовые» полёты на драконах — здорово было бы летать по Скайриму свободно, полностью управляя драконом, но такой возможности дополнение не даёт. 
Рецензент GameInformer Эндрю Райнер считал особо ценной частью дополнения локацию Апокриф и её обитателя Хермеуса Мору — это «любовное послание творчеству Г.Ф. Лавкрафта», на его взгляд, затмевает собой другие элементы дополнения. Полёты на драконах Райнер называл «катастрофой» и писал, что предпочёл бы опять видеть в игре драконов, летающих задом наперёд, — как это было в ранних версиях основной игры из-за бага — чем снова пользоваться возможностью летать на них. Райан Маккефри в обзоре для IGN называл Dragonborn лучшим дополнением к Skyrim — в нём достаточно нового контента, а остров Солстхейм очень зрелищен, особенно такие свежи и необычные локации, как Апокриф или Тель-Митрин. 
Евгений Баранов в обзоре для «Игромании» особо отметил сюжетные задания и необычную локацию Апокриф, а также «близость к дорогому сердцу Морровинду». Он посетовал на «безлюдность» острова, «пьяных драконов на автопилоте» и слишком скромные награды для высокоуровневых персонажей, которые уже могли получить в основной игре оружие и доспехи лучше, чем предметы, которые можно найти в дополнении. Баранов также воздал дополнению шутливую похвалу за отсутствие скальных наездников — особо надоедливых существ, портивших жизнь игрокам в Morrowind.

### Комментарии
1. ↑  C англ. «Древние Свитки V: Драконорождённый»
2. ↑  В локализации 1С-Софтклаб: «Солстейм».